# Kim Kyung-ah
Kim Kyung-ah, född 25 maj 1977 i Busan, Sydkorea, är en sydkoreansk bordtennisspelare som tog individuellt OS-brons i Aten år 2004. Kim har även med i det sydkoreanska lag som tog brons vid lagtävlingen vid olympiska sommarspelen 2008 i Peking tillsammans med Park Mi-young och Dang Ye-seo.

## Meriter

### Olympiska meriter

#### Olympiska sommarspelen 2008
| Idrottare    | Gren   | Grundomgång          | Omgång 1             | Omgång 2             | Omgång 3             | Omgång 4              | Kvartsfinal          | Semifinal            | Final                |
| Idrottare    | Gren   | Motståndare Resultat | Motståndare Resultat | Motståndare Resultat | Motståndare Resultat | Motståndare Resultat  | Motståndare Resultat | Motståndare Resultat | Motståndare Resultat |
| ------------ | ------ | -------------------- | -------------------- | -------------------- | -------------------- | --------------------- | -------------------- | -------------------- | -------------------- |
| Kim Kyung-ah | Singel |                      |                      |                      | Haruna (JPN) W 4-2   | Wang Chen (USA) L 3-4 |                      |                      |                      |

### Fotnoter
1. ↑  läst: 23 april 2022.[källa från Wikidata]
2. ↑  ”ITTF player's profile”. International Table Tennis Federation. Arkiverad från originalet den 16 juni 2011. https://web.archive.org/web/20110616213152/http://www.ittf.com/biography/biography_web_details.asp?Player_ID=104599. Läst 8 augusti 2010.
3. ↑  ”Kim's Olympic results”. http://www.sports-reference.com/olympics/. Sports Reference LLC. Arkiverad från originalet den 8 juni 2010. https://web.archive.org/web/20100608035128/http://www.sports-reference.com/olympics/athletes/ki/kim-gyeong-a-1.html. Läst 8 augusti 2010.